# Тейлорстаун (Пенсільванія)
Тейлорстаун (англ. Taylorstown) — переписна місцевість (CDP) в США, в окрузі Вашингтон штату Пенсільванія. Населення — 213 особи (2020).

## Географія
Тейлорстаун розташований за координатами 40°9′24″ пн. ш. 80°23′13″ зх. д. / 40.15667° пн. ш. 80.38694° зх. д. (40.156543, -80.386871).  За даними Бюро перепису населення США в 2010 році переписна місцевість мала площу 2,64 км², уся площа — суходіл.

## Демографія
Згідно з переписом 2010 року, у переписній місцевості мешкало 217 осіб у 82 домогосподарствах у складі 68 родин. Густота населення становила 82 особи/км².  Було 88 помешкань (33/км²).
Расовий склад населення:
| - 97,2 % — білих - 0,9 % — азіатів |

До двох чи більше рас належало 1,8 %. Частка іспаномовних становила 0,5 % від усіх жителів.
За віковим діапазоном населення розподілялося таким чином: 24,0 % — особи молодші 18 років, 58,5 % — особи у віці 18—64 років, 17,5 % — особи у віці 65 років та старші. Медіана віку мешканця становила 41,1 року. На 100 осіб жіночої статі у переписній місцевості припадало 87,1 чоловіків;  на 100 жінок у віці від 18 років та старших — 81,3 чоловіків також старших 18 років.
Середній дохід на одне домашнє господарство  становив 60 218 доларів США (медіана — 56 818), а середній дохід на одну сім'ю — 73 657 доларів (медіана — 69 167). За межею бідності перебувало 2,6 % осіб, у тому числі 0,0 % дітей у віці до 18 років та 0,0 % осіб у віці 65 років та старших.
Цивільне працевлаштоване населення становило 62 особи. Основні галузі зайнятості: освіта, охорона здоров'я та соціальна допомога — 25,8 %, виробництво — 24,2 %, роздрібна торгівля — 14,5 %, науковці, спеціалісти, менеджери — 9,7 %.